# Monterenzio
Monterenzio is een gemeente in de Italiaanse metropolitane stad Bologna (regio Emilia-Romagna) en telt 5478 inwoners (31-12-2004). De oppervlakte bedraagt 105,4 km², de bevolkingsdichtheid is 49 inwoners per km².

## Demografie
Monterenzio telt ongeveer 2283 huishoudens. Het aantal inwoners steeg in de periode 1991-2001 met 39,1% volgens cijfers uit de tienjaarlijkse volkstellingen van ISTAT.
| Jaar | Inwoneraantal |
| ---- | ------------- |
| 1991 | 3723          |
| 2001 | 5177          |

## Geografie
De gemeente ligt op ongeveer 235 meter boven zeeniveau.
Monterenzio grenst aan de volgende gemeenten: Casalfiumanese, Castel del Rio, Castel San Pietro Terme, Firenzuola (FI), Loiano, Monghidoro, Ozzano dell'Emilia, Pianoro.